# شهر جدید بینالود
شهر جدید بینالود یکی از شهرهای جدید استان خراسان رضوی است که حدود ۳٬۳۰۰ هکتار وسعت دارد که ۱٬۱۰۰ هکتار از آن مسکونی است. شهر بینالود در ۶۴ کیلومتری نیشابور و ۷۳ کیلومتری مشهد و در دامنهٔ رشته کوه‌های بینالود قرار دارد.
این دومین شهر جدید در استان خراسان رضوی پس از شهر گلبهار است که در اسفند ۱۳۷۰ تأسیس و عملیات اجرایی آن از سال ۱۳۸۱ آغاز شد. پیش‌بینی اولیه این بود که شهر در افق سال ۱۴۰۵ جمعیتی معادل ۱۳۵٬۰۰۰ نفر خواهد داشت؛ اما تا اردیبهشت ۱۳۹۷ تنها ۵٬۸۰۰ نفر (۶ درصد جمعیت نهایی) ساکن آن شدند و با این روند پیش‌بینی شده‌است که تا افق موردنظر تنها ۱۸٬۵ درصد از جمعیتِ پیش‌بینی‌شده در آن ساکن شوند. از نقاط شاخص این شهر می‌توان به نیروگاه بادی بینالود، رباط فخرداود و کارخانهٔ ایران خودرو خراسان نام برد.

## نقاط دسترسی و ترابری

### برون‌شهری

#### بزرگراه
این شهر با کمک جاده ۴۴ در نزدیکی تقاطع این جاده با دو جاده اصلی ۹۷ و ۹۵ کشوری قرار گرفته است. دو شهر بزرگتر مشهد و نیشابور نیز نزدیک‌ترین شهرهای حیاتی کشور به این شهر هستند.

#### راه‌آهن
مسیر ریلی مشهد-تهران از این شهر گذر می‌کند و ایستگاهی راه آهنی نیز در این شهر درنظر گرفته شده.

## نگارخانه

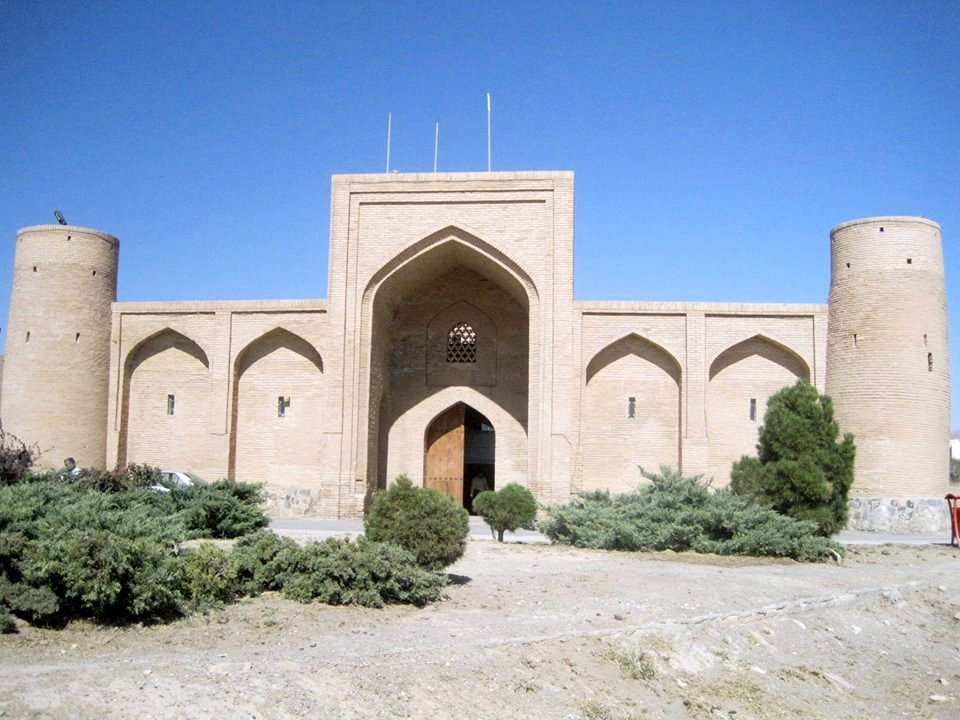
رباط فخرداود
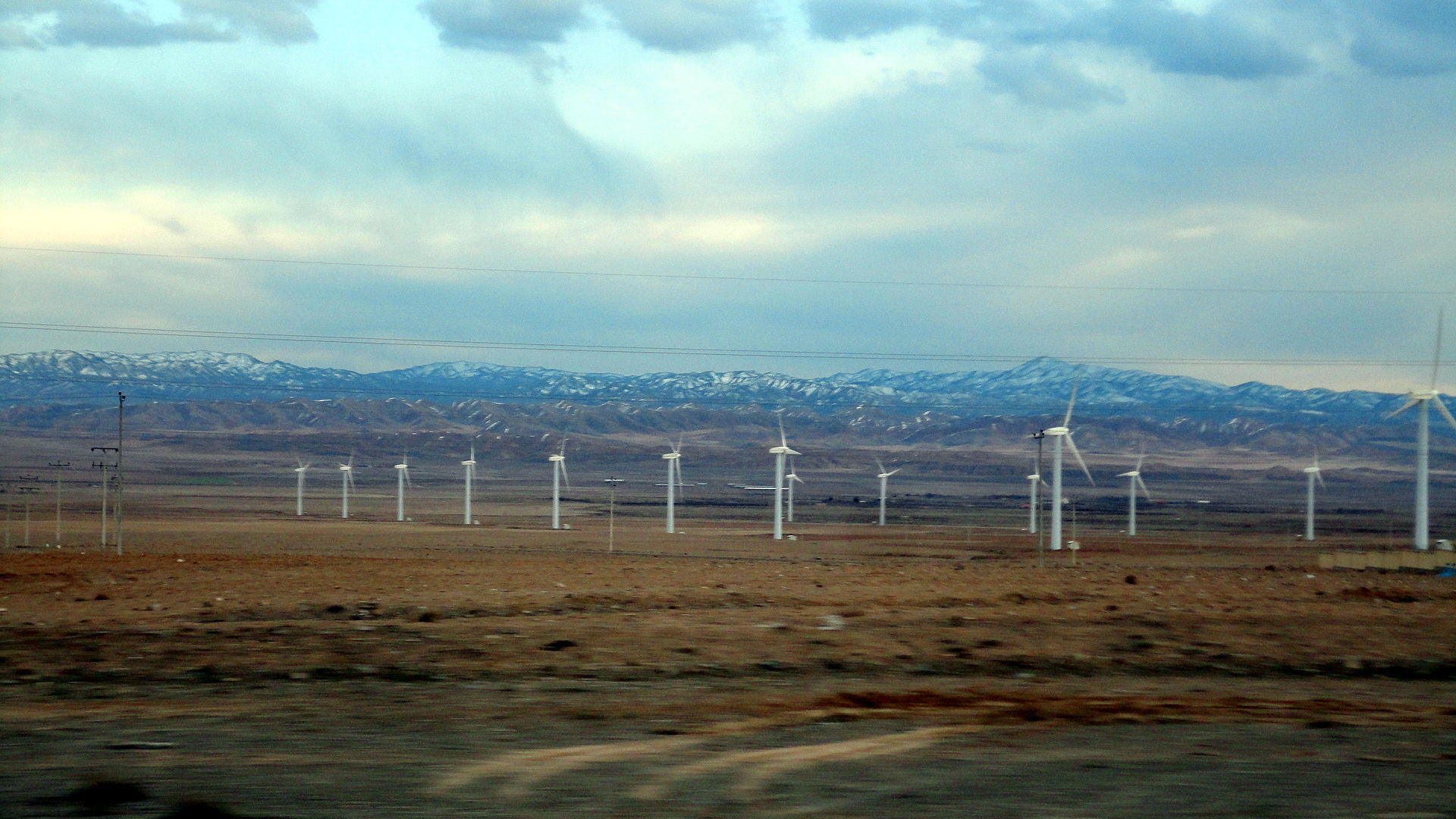
نیروگاه بادی بینالود